# 워페이스

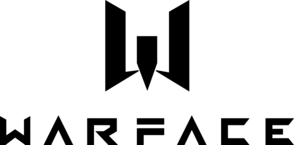

워페이스(Warface)는 독일 개발사 크라이텍 키예프 지사가 개발한 온라인 일인칭 슈팅 게임이다. 자사의 상용 게임 엔진인 크라이엔진 3을 이용하고 있으며, 무료로 즐길 수 있는 비즈니스 모델을 채택한 온라인 게임이다. 워페이스는 크라이텍 키예프가 개발하고 크라이텍 서울, 크라이텍 프랑크푸르트가 공동 개발한다.
텐센트를 통해서 중국 시장에 선보였고, 대한민국에서는 2013년 4월 23일 서비스를 시작했고동아시아국가에 서비스를 시작 할 예정이었다. 하지만 대한민국넥슨 서버는 2014년 11월 27일 운영이 중지되었다. 또한, 게임스컴 2011 행사를 통해서 2012년에는 미국과 유럽연합 국가에도 서비스할 것이라고 발표하였다.
현재 GFace를 통해 미국과 유럽연합, 터키에 서비스를 제공하고 있다.
현재 존재하는 서버는 본 서버인 러시아와 미국, 유럽연합, 터키, 베트남, 브라질, 태국 등이 있다.

## 스토리
2023년! 거대한 전쟁이 일어났다! 소행은 민간 군사기업(pmc)인 블랙우드! 세계의 대부분은 블랙우드의 손아귀에 넘어갔다! 미국을 거점으로 남아프리카,중동,아시아,발칸반도까지 집어삼키며 제 3세계 국가들 또한 예외는 아니었다. 이런 블랙우드를 막기위해 유럽과 세계 정상들은 워페이스라는 연합군사체제를 만든다.
주요 임무는 소수 인원으로 블랙우드의 기지의 적 섬멸과 주요 인물 보호하는 것! 그리고 이 블랙우드의 수장인 우르슐라 엘리스를 비롯한 '코인맨'을 추적하는 것!
그러하여, 용사여 워페이스에 온걸 환영한다!

## 작전지역
중동:블랙우드는 찌든 부패와 경찰정부인 중동에 평화유지군이라는 명목으로 블랙우드 군대를 주둔했다. 그러나 많은 석유를 차지하여 군사력을 확보하는 목적인곳이다.
미국:가장 먼저 차지한 나라이자 이곳에는 핵심 인물인 오배론 화이트가 있는 곳이다. 이곳에는 훈련장등 블랙우드의 핵심 요소들이 위치하는 곳이다.
남아프리카:브라질 파벨라. 이곳의 바이러스와 생화학 무기를 만들어 워페이스군에게 퍼트릴 무기개발소이다. 대부분의 주민들이 강제 이동된곳 이기도 하다. 파벨라 지역은 빈민층들이 많이 사는 만큼, 그들의 영유아를 가지고 생체실험에 사용하기도 한다.
발칸반도:추운 발칸반도. 이곳에는 블랙우드의 핵심무기들과 비밀무기,전차가 주둔한곳이다. 최후의 후방선을 유지하는 곳이다.
아시아(중국):거대한 중국을 차지함으로써 자원과 인력을 확보하는 차원으로 공격한곳이다. 그리고 시시각각 유럽을 차지하려는 계획에서 차지하였다.
아시아 지역이 블랙우드의 병기를 생산하는 본거지이다.

## 블랙우드의 병력
돌격병 (Assault) - AK-103 돌격소총과 IWI 데저트 이글로 무장하고 있으며 다수가 모이면 꽤나 강한 화력을 자랑한다.
명중률과 데미지 자체는 트레이닝과 이지 난이도에선 상당히 낮은 편이지만, 최상 난이도인 하드 난이도의 경우 거의 백발백중의 사격 정확도와 PVP에 맞먹는 데미지를 보여준다.
맷집 자체는 낮은편이며, 권총 총검에도 한번에 쓰러질 정도이지만 가장 흔히 보이는 블랙우드 병력중 하나이다.
근접병 (CQB) - 레밍턴 M870 산탄총으로 무장하고 있다.
명중률과 데미지 자체는 트레이닝과 이지 난이도에선 산탄총이라는 개념에 맞게 중-장거리 교전시엔 위협이 되지 않으나, 하드 난이도에선 중거리까진 사거리에 따른 데미지 감소가 거의 없다고 보면 되며, 데미지 자체도 산탄총중 최강의 파괴력을 보유하고 있다.
돌격병과 같은 맷집을 가지고 있지만, 돌격병만큼 흔히 보이는 블랙우드 병력중 하나이다.
하드 난이도의 근접병은 여러 희귀급 장비를 착용해도 근거리에선 무조건 한방에 누울 정도이니 주의하도록 하자.
쉴드가이 (Heavy Solder) - 진압방패와 곤봉, IWI 데저트 이글로 무장하고 있다. 평소에는 진압방패로 몸을 숨기고 있으며 근접시 공격 대상에게로 달려가 진압방패로 밀쳐 쓰러뜨린 후 곤봉으로 공격하는 패턴이 주를 이루며, 중-장거리일 경우엔 진압방패에 몸을 숨긴 채로 권총을 사격하는 경우가 많다.
이지 난이도에선 권총으로 대응사격이 가능하지만, 노멀 난이도부턴 불가능해진다. 하지만 일부 미션에서는 하드 난이도에서도 대응사격이 가능한 경우도 많다.
주로 IWI 데저트 이글을 장비하지만, 일부 지역에선 (타워모드 - 거대한 백상아리) IWI 미니우지를 장비한 경우도 있으니 큰 주의가 필요하다.
맷집도 상당한 편에 방패에 몸을 숨기는 만큼 처리에 상당한 난이도를 요하지만, 사격시에 머리를 내미는 만큼, 머리를 노리는 것이 제일 쉬운 방법이다.
참고로 진압방패는 특수물질로 만들었는지 .50 BMG탄도 무력화 시킬수 있다.
예외로 벽을 뒤에 서면 넘어지지 않는데, 점프를 하여 머리를 노리거나, 발을 쏘거나, 카타나나 전술도끼로 공격하는 방법 등이 존재한다.
스나이퍼 (Sniper) - 드라구노프 SR과 IWI 데저트 이글로 무장하고 있다. 보통은 건물 옥상이나 2층에 숨어 저격을 하고 근접할 경우 권총을 꺼내든다. 사격 후 잠시동안 총탄 궤적이 표시되는데 이를 통해 역추적이 가능하다. 맷집 자체는 낮지만 역시 잘 안보이는 위치에 있으므로 사격무기로 처리하는 것이 빠르다.
하지만 명중률 자체는 떨어지지만, 이지 난이도에서도 데미지가 높은 만큼, 상당한 주의를 요한다.
스펙옵스와 로켓병만큼 위험한 병과이므로 큰 주의가 필요하다.
로켓병 (Demoman) - AT-4 (AT-4를 장비하고는 있지만, 등에 맨 탄두는 RPG-7의 탄두이다.)와 IWI 데저트 이글로 무장하고 있으며, 스나이퍼와 같은 은밀한 장소에서 플레이어에게 로켓을 발사한다. 로켓 발사후 잠시동안 분사연기가 남아 역추적이 가능하다.
데미지는 상당히 높은 편으로, 폭발형 데미지인 만큼 주변에 가하는 데미지도 높으며, 하드 난이도의 경우 폭발보호 방어구가 없는 경우 8~90%의 확률로 죽는다고 보면 된다.
또한 맷집 자체도 상당하기 때문에 처리하는데 큰 어려움이 있다.
상당한 데미지를 가진 만큼, 스펙옵스만큼 위험한 병과이므로 큰 주의가 필요하다.
스펙옵스 (Spec-Ops) - IWI TAR-21로 무장하고 있다. 헬멧의 레이저 사이트를 플레이어에게 쏘아 플레이어의 시야를 방해하면서, TAR-21 자체의 높은 데미지로 플레이어에게 큰 데미지를 준다. (데미지를 보아 아마 STAR-21일 가능성도 없진 않다.)
DPS 자체는 메크와 블랙샤크같은 탑승병기와 미니보스인 헤비거너를 제외한 병과중에선 가장 높으며, 맷집도 상당한 편이라 매우 큰 주의가 필요하다.
스나이퍼나 로켓병과 같이 은밀한 장소에 자주 보이며, 레이저 사이트를 통해 조준한 후 사격까지의 딜레이가 있는 만큼 그 딜레이를 통해 엄폐하여 처리하는 것이 현명한 방법이다.
일반 보병중 최강의 DPS를 가진 만큼, 큰 주의가 필요하다.
헤비거너 (Heavy Gunner) - 미션의 미니보스로 자주 등장한다. 개틀링건으로 무장하고 있으며 방호복 자체가 EOD슈트의 개량형인 만큼, 총탄이나 폭발물에는 내성을 가진다. 개틀링건 자체의 명중률과 데미지도 상당하기 때문에 잦은 엄폐로 개틀링의 탄환을 모두 소진시키는 전술이 필요하며, 개틀링의 탄환이 모두 소진되면 헤비거너는 장전을 하게 된다.
이때 헤비거너의 등 뒤에 위치한 에너지팩을 노리면 헤비거너에 데미지를 입힐수 있다.
예외로 제세동기의 고압 전류는 헤비거너 내부에 존재하는 방탄재를 통해 에너지팩에 데미지를 줄 수 있다.
카모프 KA-50 (KA-50) - 카모프 설계국의 1인승 공격 헬리콥터이다. 별명은 Черная акула이며, 나토의 명칭은 Hokum이다. 30mm Shipunov 2A42 기관포와 KBP Hermes-A 공대지 미사일로 무장했고 일반적인 총기류로는 데미지를 입힐 수 없다. 대신, KA-50은 해당 격추미션에서 주어지는 SA-16 이글라만이 데미지를 줄 수 있다.
허미즈 (헤르메스)미사일은 반능동식 미사일인 만큼 플레이어들에게 명중하는 궤도를 가지고 있지만, 발당 데미지 자체는 낮은 편이다. 하지만 발사 수가 많은 만큼, 모든 미사일을 맞을 경우 5명이 전부 사망하는 경우도 많다.
시프노브 기관포는 KA-50의 주 무장이며, 30mm인 만큼 상당히 높은 데미지를 자랑한다.
두 무장 전부 엄청난 데미지를 주는 만큼 엄폐에 신경써야 한다.
또한 카모프 자체가 공격헬기인 만큼 회피기동이 엄청나며, 회피기동이 존재하는 만큼 약점을 드러내는 근접시에 이글라를 발사하는 것이 KA-50을 쉽게 격추시키는 방법이다.
메크 2300 (Mech 2300) - 블랙우드의 이족보행병기로 KA-50 마찬가지로 기관포와 미사일 포드로 무장하고 있다. 다만 회피기동이 없어 상대하기는 쉽다고 생각할 수 있으나, 기관포와 미사일의 데미지가 KA-50의 상위호환인 만큼 메크 또한 엄폐가 중요하게 된다.
메크는 중장갑으로 무장되어 있기에 어떠한 공격에도 파괴되지 않으며, 그 두꺼운 장갑에 데미지를 주는 건 105mm급 곡사포나 JDAM정도이다.
파워코어는 쿨링홀이 존재하는 만큼 방어에 매우 취약한 부위인데, 일반 소화기 공격에 보호하기 위해 기체의 상부에 위치하고 있으며, 상부에 위치한 만큼, 냉각 효과도 상당히 높아 기체의 가동시간을 최대한으로 높였다.
하지만 이러한 메크도 취약부가 있는데, 방탄-방폭 유리로 보호된 콕핏이다.
이 부위는 일반 화기로는 파괴가 불가능하지만, 파일럿 자체에게 폭발의 충격은 가는 만큼, 파일럿에게 데미지를 주어 메크를 다운시키는 것이 유일한 파워코어를 노리는 방법이다.
메크를 파괴하는 방법은 파워코어를 파괴하는 것 뿐인데 메크의 콕핏에 이글라를 명중시켜 메크가 다운되도록 유도한 후, 노출된 파워코어를 공격하면 된다.
노출된 파워코어는 쿨링홀이 존재하는 만큼 어떠한 소화기로도 데미지를 줄 수 있으며, 심지어 근접무기나 제세동기로도 데미지를 줄 수 있다.

## 주요인물
리 와튼 장군:워페이스 타워모드에서 10층 이상부터 맡게되며,코인맨(오베론 화이트)와 우르슐라 엘리스같은 블랙우드의 인물들을 싫어한다.타워모드 마지막에서 오베론을 없앨때는 특히 신경쓰는 말투로 플레이어들에게 명령한다.
오베론 화이트(코인맨):블랙우드의 총 책임자. 타워모드 초반에서 앨레베이터 타는 이벤트 영상과 18층에서 나온다.블랙우드의 홍보 영상에서 주로 나오는 인물이며 블랙우드 작전의 총 지휘자이기도 하다. 서번트 증후군이 있으며,블랙우드의 실질적 배후이다
우르슐라 엘리스:이 전쟁의 원인을 만든 인물. 소개되지는 않지만, 타워모드에서 소개된다. 영국에서 신정당인 자본주의자들에게 마녀 사냥을 당할뻔 했으나 미국 상류층 부자들과 국제 기업들의 배와 재산을 지키는 용병회사인 블랙우드의 창시자이다.

## 평가
| 평가                                                                 |                         |
| -------------------------------------------------------------------- | ----------------------- |
| 통합 점수 통합사 점수 메타크리틱 PC: 62/100 [ 7 ] X360: 60/100 [ 8 ] |                         |
| 통합 점수                                                            |                         |
| 통합사                                                               | 점수                    |
| 메타크리틱                                                           | PC: 62/100 X360: 60/100 |